# Elezagići
Elezagići so naselje v občini Gradiška, Bosna in Hercegovina. 

## Deli naselja
Brezovača, Čarapaši, Elezagići, Gornjani in Sređani.

## Prebivalstvo
| Pregled števila prebivalcev po letih | Pregled števila prebivalcev po letih | Pregled števila prebivalcev po letih | Pregled števila prebivalcev po letih | Pregled števila prebivalcev po letih | Pregled števila prebivalcev po letih |
| ------------------------------------ | ------------------------------------ | ------------------------------------ | ------------------------------------ | ------------------------------------ | ------------------------------------ |
| 1948                                 | 1953                                 | 1961                                 | 1971                                 | 1981                                 | 1991                                 |
| -                                    | -                                    | -                                    | 629                                  | 593                                  | 561                                  |

| Narodna sestava prebivalstva po letih                                                                                      | Narodna sestava prebivalstva po letih                                                                                       | Narodna sestava prebivalstva po letih                                                                                      |
| --- | --- | --- |
| 1971 | 1981 | 1991 |
| . skupaj: 629 Srbi 624 (99,20 %) Hrvati 0 (0,00 %) Muslimani 0 (0,00 %) Jugoslovani 2 (0,31 %) drugi in neznano 3 (0,47 %) | . skupaj: 593 Srbi 573 (96,62 %) Hrvati 1 (0,16 %) Muslimani 0 (0,00 %) Jugoslovani 18 (3,03 %) drugi in neznano 1 (0,16 %) | . skupaj: 561 Srbi 552 (98,39 %) Hrvati 1 (0,17 %) Muslimani 0 (0,00 %) Jugoslovani 4 (0,71 %) drugi in neznano 4 (0,71 %) |